# Oasi blu di Monte Orlando
L’Oasi blu di Monte Orlando è un’Oasi del WWF Italia nel comune di Gaeta (LT).